# Републичка дирекција за обнову и изградњу
Републичка дирекција за обнову и изградњу је републичка управна организација Републике Српске и налази се у саставу за просторно уређење, грађевинарство и екологију. Републичком дирекцијом за обнову и изградњу руководи директор, а тренутни директор је Александар Дошић.

## Надлежности
Републичка дирекција за обнову и изградњу је надлежна за:
- извршавање управно-правних послова и пружање стручне и техничке помоћи министарствима, републичким управама и управним организацијама приликом санација, реконструкција, обнове и изградње свих објеката који се финансирају или суфинансирају из јавних прихода Републике Српске, кредитних задужења и донација
- пружање помоћи у поступцима прибављања планске и техничке документације, спровођења јавних набавки
- обављање стручног надзора над изградњом ових објеката, контроле и овере техничке и обрачунске документације током изградње
- припремање и давање стручних анализа, мишљења и информација о инвестиционој изградњи
- вођење потребних евиденција
- обављање управљања и располагања са војно-стамбеним фондом, пословним просторима, гаражама и другим непокретностима на којима је право располагања као државном својином имало Министарство одбране Републике Српске
- обављање других послова у складу са законом

## Унутрашње организационе јединице
Унутрашње организационе јединице Републичке дирекције за обнову и изградњу су:
- Одељење за опште, правне, рачуноводствено-финансијске послове и непокретности
  - Одсек за правне послове и непокретности
- Одељење за техничке послове
  - Одсек за грађевинско-занатске радове